# Leopoldo Lara y Torres
Leopoldo Lara y Torres (* 15. November 1874 in Quiroga, Michoacán, Mexiko; † 20. November 1939 in Morelia)  war ein mexikanischer Geistlicher und römisch-katholischer Bischof von Tacámbaro.

## Leben
Leopoldo Lara y Torres empfing 1895 in der Catedral de las Monjas in Morelia durch den Erzbischof von Michoacán, José Ignacio Árciga Ruiz de Chávez, das Sakrament der Priesterweihe.
Am 23. Dezember 1920 ernannte ihn Papst Benedikt XV. zum ersten Bischof von Tacámbaro. Der Erzbischof von Michoacán, Leopoldo Ruiz y Flóres, spendete ihm am 29. Juni 1921 in der Kathedrale San Jerónimo in Tacámbaro die Bischofsweihe; Mitkonsekratoren waren der Bischof von León, Emeterio Valverde y Téllez, und der Bischof von Querétaro, Francisco Banegas y Galván.
Leopoldo Lara y Torres trat am 18. April 1933 als Bischof von Tacámbaro zurück. Daraufhin ernannte ihn Papst Pius XI. zum Titularbischof von Halicarnassus.